# Fritz Caspari (Diplomat)
Fritz Wilhelm Eduard Carl Caspari (* 21. März 1914 in Baden, Schweiz; † 1. Dezember 2010 in London) war ein deutscher Historiker und Botschafter.

## Leben
Fritz Caspari machte sein Abitur auf einem Gymnasium in Heidelberg. Er studierte von 1933 bis 1935 mit einem Stipendium der Rhodes-Stiftung am St. Johns College der Universität Oxford und erwarb 1934 ein Diplom in Wirtschaftswissenschaften und Politikwissenschaft (Diploma of Economics and Political Science), 1936 wurde er Master of Arts der Neueren Geschichte.
Von 1936 bis 1937 lehrte er an Southwestern Memphis in Memphis, Tennessee. 1938 wurde er in Hamburg bei Emil Wolff mit Untersuchung über den humanistischen Einfluß auf das englische Staatsdenken im 16. Jahrhundert zum Doktor phil. promoviert. 1939 ging er in die USA ins Exil, wo er 1944 Elita Galdós Walker heiratete. Von 1939 bis 1942 lehrte er am Scripps College in Claremont (Kalifornien). 1943–1946 war er Bibliothekar an der Newberry Library, Chicago. Von 1946 bis 1954 lehrte er als Assistant Professor an der University of Chicago.
1954 kam Caspari in die Bundesrepublik Deutschland, trat in den Auswärtigen Dienst ein und lehrte als Honorarprofessor neuere englische Literatur und Geistesgeschichte an der Universität zu Köln 1954–1958 leitete er das Referat Großbritannien, Irland und Commonwealth im Auswärtigen Amt. Von 1958 bis 1963 war er Botschaftsrat Erster Klasse in London. Von 1963 bis 1968 folgte eine Dienstzeit als Stellvertreter des Botschafters und Gesandter bei den Vereinten Nationen in New York City. 1968 wurde Caspari zum Ministerialdirigent befördert und leitete die Unterabteilung I B (UNO, Internationale Organisationen, Mittel- und Südamerika, Afrika, Asien) in der Politischen Abteilung I des Auswärtigen Amtes, Bonn. 1969–1974 war er Stellvertretender Chef des Bundespräsidialamtes und Ministerialdirektor. 1973 wurde er Honorary Fellow des St. John’s College der Universität Oxford. Von 1974 bis 1979 vertrat er als Botschafter die Bundesrepublik Deutschland in Lissabon. In seine Amtszeit in Portugal fiel die Nelkenrevolution und ihre unmittelbare Folgezeit.

## Auszeichnungen
- 1958: Commander des Royal Victorian Order
- 1972: Knight Commander des Royal Victorian Order
- 1973: Großes Goldenes Ehrenzeichen mit dem Stern für Verdienste um die Republik Österreich[6]
- 1974: Großes Bundesverdienstkreuz
- 1978: Großkreuz des Ordens des Infanten Dom Henrique
- 1979: Großkreuz des Christusordens

## Schriften
- Humanism and the social order in Tudor England. University of Chicago Press, Chicago 1954, Neuausgabe New York: Teachers College Press/Columbia University 1968 (Classics in Education No. 34)
- Humanismus und Gesellschaftsordnung im England der Tudors. (Übersetzer: Gerhard F. Probst) Francke, Bern, Stuttgart 1988, ISBN 3-317-01616-7